# Padogobius nigricans
Padogobius nigricans је зракоперка из реда Perciformes и фамилије Gobiidae. 

## Угроженост
Ова врста се сматра рањивом у погледу угрожености врсте од изумирања.

## Распрострањење
Италија је једино познато природно станиште врсте.

## Популациони тренд
Популација ове врсте се смањује, судећи по расположивим подацима.

## Станиште
Станишта врсте су језера и језерски екосистеми, речни екосистеми и слатководна подручја.